# Johannes Beermann (Bischof)
Johannes Beermann (* 4. Apriljul. / 16. April 1878greg. in Oberpahlen, damals Gouvernement Livland, heute Estland; † 23. Januar 1958 in Göttingen) war ein estnisch-deutscher evangelischer Theologe. Als Deutscher Christ war er in der nationalsozialistischen Ideologie verwurzelt und wurde deshalb von 1934 bis 1945 evangelischer Bischof in der Freien Stadt Danzig bzw. ab 1939 im Reichsgau Danzig-Westpreußen.

## Leben
Beermann, Sohn eines estnischen Lehrers und einer deutschen Mutter, studierte 1898 bis 1905 evangelische Theologie an der Kaiserlichen Universität Dorpat und in Berlin. 1906 wurde er Lehrer in St. Petersburg. Nach russischem Kriegsdienst wurde er 1918 Schulinspektor und 1919 Lehrer in Reval. 1920 war er einer der Gründer und erster Vorsitzender der Deutschen Vereine in Estland.
1932 berief der Landessynodalverband der Freien Stadt Danzig, ein Gliedverband der Evangelischen Kirche der altpreußischen Union, Beermann zum Pfarrer der Gemeinde Osterwick im Kreis Großes Werder der Freien Stadt. Zum 1. Februar 1932 trat er in die NSDAP ein (Mitgliedsnummer 926.777). Als erster Parteigenosse unter den evangelischen Pfarrern Danzigs und als Anhänger der Deutschen Christen wurde er im Oktober 1933 zum Bischof von Danzig ernannt, nachdem die altpreußische Braune Generalsynode im September 1933 die bisherigen regionalen Leitungspositionen von Generalsuperintendent in Bischof umbenannt und den bisherigen Generalsuperintendenten Paul Kalweit abgesetzt hatte. Beermanns Amtseinführung durch den altpreußischen Landesbischof und Hitlers Reichsbischof Ludwig Müller fand am 21. März 1934 in der Danziger Johanniskirche statt, die mit großen Hakenkreuzfahnen drapiert war. Bei der Reichstagung der Deutschen Christen in Berlin am 21. September 1934 hielt Beermann zur bevorstehenden offiziellen Einführung Müllers als Reichsbischof eine Grußrede, die er mit einem Treuegelöbnis auf Müller, den Führer, das deutsche Volk und mit dem Ruf „Danzig bleibt deutsch!“ schloss.
Von Anhängern der Bekennenden Kirche wurde Beermann zwar als „persönlich freundlich, gutherzig, gegenüber seinen Pfarrern wohlmeinend, charakterlich gewiß unantastbar“ beschrieben. Gleichwohl hat er die nationalsozialistische Gleichschaltung der evangelischen Kirche in Danzig aktiv unterstützt und zu verantworten. Sein Ansehen in der Danziger Bevölkerung entsprach nicht seinem hohen Amt, da er sich in seiner Amtsführung immer mehr als ein ausgesprochener Parteigänger der Nationalsozialisten zeigte. Beispielsweise sorgte er am 17. Januar 1935 für die Überführung des Evangelischen Jugendwerks Danzig in die Hitlerjugend. Und so kommt denn auch der Danziger Bekenntnis-Pfarrer Kurt Walter rückblickend zu dem vernichtenden Urteil: „Beermann hat sein Amt in geistlicher Vollmacht nicht zu führen vermocht, sondern zur Zerstörung der Kirche beigetragen“.
Nach der Annexion Danzigs 1939 erstreckte sich ab 1940 seine Zuständigkeit auf das Kirchengebiet Danzig-Westpreußen, das territorial mit dem neugeschaffenen Reichsgau Danzig-Westpreußen deckungsgleich war. Es schloss daher auch pommerellische Kirchengemeinden ein, die bis dahin zur überwiegend deutschsprachigen Unierten Evangelischen Kirche in Polen unter Generalsuperintendent Paul Blau gehört hatten. Mit Oberkonsistorialrat Gerhard M. Gülzow erhielt Beermann einen Mann der Mitte als Stellvertreter. Beim Einmarsch der sowjetischen Truppen 1945 legte er sein Amt nieder und floh nach Westen, wo er in Göttingen unterkam.